# Лепота и здравље
Лепота и здравље је српски женски часопис. Лепота и здравље је женски, породични часопис намењен женама и младим девојкама које желе да унапреде свој животни стил.

## Историјат
Лепота и здравље је месечни часопис, који излази од фебруара 2001. године у издању новинско-издавачког предузећа Color Press Group. Главни и одговорни уредник је Лидија Ћулибрк од јула 2004. године. Поред српског издања, часопис има и пет регионалних издања: босанскохерцеговачко издање (од фебруара 2008. године), црногорско издање (од маја 2009. године), хрватско издање (од септембра 2008. године), македонско издање (од јуна 2008. године) и словеначко издање (од новембра 2007. године). Часопис садржи информације о здрављу, лепоти, исхрани и другим темама.

## Логотипи
Од фебруара 2001. године, за тај часопис, била су четири прилично различита логотипа. Први логотип часописа је важио од фебруара 2001. до новембра 2004. године, други логотип је важио од новембра 2004. до марта 2006. године, трећи логотип је важио од марта 2006. до јануара 2007. године, а четврти, уједно и данашњи логотип важи од јануара 2007. године. Последњи број часописа са првим логотипом је био 44 (из октобра 2004. године), последњи број са другим логотипом је био 60 (из фебруара 2006. године), а последњи број са трећим логотипом је био 70 (из децембра 2006. године). Други и трећи логотип тог часописа су реплике првог логотипа.